# Allan Banegas
Allan Banegas (sinh ngày 4 tháng 10 năm 1993) là một cầu thủ bóng đá người Honduras. Anh đại diện Honduras ở giải bóng đá tại Thế vận hội Mùa hè 2016.

## Honours and awards

### Câu lạc bộ
C.D. Marathón
- Liga Profesional de Honduras: 2017–18 C
- Cúp bóng đá Honduras: 2017